# Ferdinandusa paraensis
Ferdinandusa paraensis är en måreväxtart som beskrevs av Adolpho Ducke. Ferdinandusa paraensis ingår i släktet Ferdinandusa och familjen måreväxter. Inga underarter finns listade i Catalogue of Life.